# Silene adelphiae
Silene adelphiae är en nejlikväxtart som beskrevs av Hans Runemark. Silene adelphiae ingår i släktet glimmar, och familjen nejlikväxter. Inga underarter finns listade i Catalogue of Life.